# 5.ª etapa do Giro d'Italia de 2023
A 5.ª etapa do Giro d'Italia de 2023 teve lugar a 10 de maio de 2023 com início na cidade de Atripalda e final na cidade de Salerno sobre um percurso de 171 km. Esta foi vencida pelo australiano Kaden Groves da equipa Alpecin-Deceuninck, enquanto o norueguês Andreas Leknessund conseguiu manter a liderança.

## Percurso
Esta etapa decorre na região de Campânia e arranca em Atripalda, cidade próxima de Avelino. Orienta-se primeiramente para o norte para superar e descer o passo Serra (col de 3.ª categoria) depois muda frequentemente de direção na região dos montes  do Irpinia para finalmente dirigir para o sul superando o Oliveto Citra, o outro cume de 3.ª categoria da jornada, orienta-se depois para o oeste depois apanhar e seguir pelo Mar Tirreno até à linha de chegada ao centro de Salerno.
Os cinquenta últimos quilómetros em ligeira descida depois planos teriam que convir aos sprinters. Mas, que segue a direcão do vento, um risco de quebras no pelotão não se exclui, sobretudo ao longo do Golfo de Salerno.

## Desenvolvimento da corrida
Desde o começo da etapa disputada dbaixo da chuva, quatro homens fazem a corrida em cabeça : o camisola azul do melhor escalador Thibaut Pinot (Groupama-FDJ), Thomas Champion (Cofidis), Samuele Zoccarato (Green Project-Bardiani) e Stefano Gandin (Corratec). Depois de estar passado em cabeça do primeiro cume da jornada, Pinot deixa-se distanciar e é retomado pelo pelotão, deixando seus três colegas de escapada prosseguir sua presseguição ao atacante. A 152 km da chegada, o campeão do mundo Remco Evenepoel é vítima de uma queda causada indiretamente pela presença de um cão na calçada. Fica um minuto no solo na relva antes de levantar com a ajuda da sua equipa e de reintegrar o pelotão graças aos seus colegas alguns quilómetros mais longe. A uma centena de quilómetros do termo, os três fugidos (Champion, Zoccarato e Gandin) tem um pouco mais de dois minutos de antemão ao pelotão. A separação mantém-se muito tempo em torno do minuto mas, a 20 km da chegada, Gandin e Champion são retomados pelo pelotão. Zoccorato faz-se sozinho ainda durante alguns quilómetros mas é atingido finalmente pelo pelotão a 6,5 km do objetivo.
O final da etapa corrida em estradas molhadas provoca várias quedas que implicam primeiramente a 7 km da chegada Primož Roglič, Fernando Gaviria e o camisola rosa Andreas Leknessund depois ainda Remco Evenepoel a 2,4 quilómetros da chegada. O sprint de um pelotão fortemente reduzido pelas causas das diferentes quedas está conseguido pelo Australiano Kaden Groves (Alpecin Deceuninck) ante a camisola ciclame Jonathan Milan enquanto uma última queda produz-se na linha de chegada para Mark Cavendish.

## Classificação da etapa
| Atripalda - Salerno | etapa escarpada | (171 km) |

| \| Classificação por etapas \| Classificação por etapas \| Classificação por etapas \| Classificação por etapas \| Classificação por etapas \| \| Ciclista \| Ciclista \| Equipe \| Tempo \| \| \| ------------------------ \| ------------------------ \| ---------------------------------- \| ------------------------ \| ------------------------ \| \| 1. \| Kaden Groves \| Alpecin-Deceuninck \| 4h30m19s \| \| \| 2. \| Jonathan Milan \| Bahrain Victorious \| + 0s \| \| \| 3. \| Mads Pedersen \| Trek-Segafredo \| + 0s \| \| \| 4. \| Mark Cavendish \| Astana Qazaqstan Team \| + 0s \| \| \| 5. \| Nicolas Dalla Valle \| Team Corratec-Selle Italia \| + 0s \| \| \| 6. \| Mirco Maestri \| Eolo-Kometa \| + 0s \| \| \| 7. \| Filippo Fiorelli \| Green Project-Bardiani CSF-Faizanè \| + 0s \| \| \| 8. \| Andrea Vendrame \| AG2R Citroën Team \| + 0s \| \| \| 9. \| Michael Matthews \| Team Jayco AlUla \| + 0s \| \| \| 10. \| Niccolò Bonifazio \| Intermarché-Circus-Wanty \| + 0s \| \| |                     |                                    |          |
| |                     |                                    |          |
| Fonte: ProCyclingStats |                     |                                    |          |
| Classificação por etapas |                     |                                    |          |
| Ciclista | Ciclista            | Equipe                             | Tempo    |
| 1. | Kaden Groves        | Alpecin-Deceuninck                 | 4h30m19s |
| 2. | Jonathan Milan      | Bahrain Victorious                 | + 0s     |
| 3. | Mads Pedersen       | Trek-Segafredo                     | + 0s     |
| 4. | Mark Cavendish      | Astana Qazaqstan Team              | + 0s     |
| 5. | Nicolas Dalla Valle | Team Corratec-Selle Italia         | + 0s     |
| 6. | Mirco Maestri       | Eolo-Kometa                        | + 0s     |
| 7. | Filippo Fiorelli    | Green Project-Bardiani CSF-Faizanè | + 0s     |
| 8. | Andrea Vendrame     | AG2R Citroën Team                  | + 0s     |
| 9. | Michael Matthews    | Team Jayco AlUla                   | + 0s     |
| 10. | Niccolò Bonifazio   | Intermarché-Circus-Wanty           | + 0s     |

## Classificações ao final da etapa

### Classificação geral(Maglia Rosa)
| \| Classificação geral \| Classificação geral \| Classificação geral \| Classificação geral \| Classificação geral \| \| Ciclista \| Ciclista \| Equipe \| Tempo \| \| \| ------------------- \| ---------------------- \| ------------------- \| ------------------- \| ------------------- \| \| 1. \| Andreas Leknessund \| Team DSM \| 19h06m03s \| \| \| 2. \| Remco Evenepoel \| Soudal Quick-Step \| + 28s \| \| \| 3. \| Aurélien Paret-Peintre \| AG2R Citroën Team \| + 30s \| \| \| 4. \| João Almeida \| UAE Team Emirates \| + 1m00s \| \| \| 5. \| Primož Roglič \| Jumbo-Visma \| + 1m12s \| \| \| 6. \| Geraint Thomas \| Ineos Grenadiers \| + 1m26s \| \| \| 7. \| Aleksandr Vlasov \| Bora-Hansgrohe \| + 1m26s \| \| \| 8. \| Toms Skujiņš \| Trek-Segafredo \| + 1m29s \| \| \| 9. \| Tao Geoghegan Hart \| Ineos Grenadiers \| + 1m30s \| \| \| 10. \| Vincenzo Albanese \| Eolo-Kometa \| + 1m39s \| \| |                        |                   |           |
| |                        |                   |           |
| Fonte: ProCyclingStats |                        |                   |           |
| Classificação geral |                        |                   |           |
| Ciclista | Ciclista               | Equipe            | Tempo     |
| 1. | Andreas Leknessund     | Team DSM          | 19h06m03s |
| 2. | Remco Evenepoel        | Soudal Quick-Step | + 28s     |
| 3. | Aurélien Paret-Peintre | AG2R Citroën Team | + 30s     |
| 4. | João Almeida           | UAE Team Emirates | + 1m00s   |
| 5. | Primož Roglič          | Jumbo-Visma       | + 1m12s   |
| 6. | Geraint Thomas         | Ineos Grenadiers  | + 1m26s   |
| 7. | Aleksandr Vlasov       | Bora-Hansgrohe    | + 1m26s   |
| 8. | Toms Skujiņš           | Trek-Segafredo    | + 1m29s   |
| 9. | Tao Geoghegan Hart     | Ineos Grenadiers  | + 1m30s   |
| 10. | Vincenzo Albanese      | Eolo-Kometa       | + 1m39s   |

### Classificação por pontos(Maglia Ciclamino)
| Classificação por pontos | Classificação por pontos | Classificação por pontos   | Classificação por pontos | Classificação por pontos |
| Ciclista                 | Ciclista                 | Equipe                     | Pontos                   |                          |
| ------------------------ | ------------------------ | -------------------------- | ------------------------ | ------------------------ |
| 1.                       | Jonathan Milan           | Bahrain Victorious         | 92 pts                   |                          |
| 2.                       | Kaden Groves             | Alpecin-Deceuninck         | 91 pts                   |                          |
| 3.                       | Mads Pedersen            | Trek-Segafredo             | 56 pts                   |                          |
| 4.                       | Michael Matthews         | Team Jayco AlUla           | 48 pts                   |                          |
| 5.                       | David Dekker             | Arkéa-Samsic               | 40 pts                   |                          |
| 6.                       | Aurélien Paret-Peintre   | AG2R Citroën Team          | 33 pts                   |                          |
| 7.                       | Vincenzo Albanese        | Eolo-Kometa                | 28 pts                   |                          |
| 8.                       | Stefano Gandin           | Team Corratec-Selle Italia | 24 pts                   |                          |
| 9.                       | Arne Marit               | Intermarché-Circus-Wanty   | 23 pts                   |                          |
| 10.                      | Andreas Leknessund       | Team DSM                   | 22 pts                   |                          |

### Classificação da montanha(Maglia Azzurra)
| Classificação da montanha | Classificação da montanha | Classificação da montanha          | Classificação da montanha | Classificação da montanha |
| Ciclista                  | Ciclista                  | Equipe                             | Pontos                    |                           |
| ------------------------- | ------------------------- | ---------------------------------- | ------------------------- | ------------------------- |
| 1.                        | Thibaut Pinot             | Groupama-FDJ                       | 40 pts                    |                           |
| 2.                        | Amanuel Gebrezgabihier    | Trek-Segafredo                     | 26 pts                    |                           |
| 3.                        | Aurélien Paret-Peintre    | AG2R Citroën Team                  | 22 pts                    |                           |
| 4.                        | Samuele Zoccarato         | Green Project-Bardiani CSF-Faizanè | 13 pts                    |                           |
| 5.                        | Santiago Buitrago         | Bahrain Victorious                 | 12 pts                    |                           |
| 6.                        | Andreas Leknessund        | Team DSM                           | 10 pts                    |                           |
| 7.                        | Toms Skujiņš              | Trek-Segafredo                     | 10 pts                    |                           |
| 8.                        | Thomas Champion           | Cofidis                            | 9 pts                     |                           |
| 9.                        | Vincenzo Albanese         | Eolo-Kometa                        | 8 pts                     |                           |
| 10.                       | Warren Barguil            | Arkéa-Samsic                       | 8 pts                     |                           |

### Classificação dos jovens(Maglia Bianca)
| Classificação dos jovens | Classificação dos jovens | Classificação dos jovens | Classificação dos jovens | Classificação dos jovens |
| Ciclista                 | Ciclista                 | Equipe                   | Tempo                    |                          |
| ------------------------ | ------------------------ | ------------------------ | ------------------------ | ------------------------ |
| 1.                       | Andreas Leknessund       | Team DSM                 | 19h06m03s                |                          |
| 2.                       | Remco Evenepoel          | Soudal Quick-Step        | + 28s                    |                          |
| 3.                       | João Almeida             | UAE Team Emirates        | + 1m00s                  |                          |
| 4.                       | Thymen Arensman          | Ineos Grenadiers         | + 2m33s                  |                          |
| 5.                       | Santiago Buitrago        | Bahrain Victorious       | + 2m52s                  |                          |
| 6.                       | Einer Rubio              | Movistar Team            | + 3m35s                  |                          |
| 7.                       | Matthew Riccitello       | Israel-Premier Tech      | + 4m58s                  |                          |
| 8.                       | Laurens Huys             | Intermarché-Circus-Wanty | + 6m08s                  |                          |
| 9.                       | Jefferson Cepeda         | Caja Rural-Seguros RGA   | + 6m27s                  |                          |
| 10.                      | Ilan Van Wilder          | Soudal Quick-Step        | + 6m47s                  |                          |

### Classificação por equipas"Super team"
| Classificação por equipes | Classificação por equipes | Classificação por equipes | Classificação por equipes |
| Equipe                    | Equipe                    | Tempo                     |                           |
| ------------------------- | ------------------------- | ------------------------- | ------------------------- |
| 1.                        | Ineos Grenadiers          | 57h21m58s                 |                           |
| 2.                        | Jumbo-Visma               | + 1m49s                   |                           |
| 3.                        | Bahrain Victorious        | + 2m15s                   |                           |
| 4.                        | Bora-Hansgrohe            | + 3m22s                   |                           |
| 5.                        | UAE Team Emirates         | + 3m23s                   |                           |
| 6.                        | Trek-Segafredo            | + 4m15s                   |                           |
| 7.                        | EF Education-EasyPost     | + 4m55s                   |                           |
| 8.                        | Soudal Quick-Step         | + 7m01s                   |                           |
| 9.                        | Israel-Premier Tech       | + 11m38s                  |                           |
| 10.                       | Groupama-FDJ              | + 12m00s                  |                           |

## Abandonos
- Rémy Rochas (Cofidis) não tomou a saída.
- Valerio Conti (Corratec-Selle Italia) não tomou a saída.
- Ramon Sinkeldam (Alpecin-Deceuninck) não tomou a saída.